# Bodo Jopp
Bodo Jopp (* 12. November 1952) ist ein ehemaliger deutscher Fußballtorhüter. Er hat für den VfB Stuttgart 1971 und 1973 zwei Bundesligaspiele absolviert.

## Laufbahn
Vom VfR Heilbronn 1969 zur Jugend des VfB Stuttgart gekommen, bestätigte der mehrfache württembergische Jugendauswahlspieler auch beim VfB sein Talent. Bereits während seiner Juniorenzeit kam der 1,89 m große, gelernte Kaufmann, in der Saison 1970/71 im Lizenzspielerteam des Vereins zum Einsatz. Sein erstes Bundesligaspiel bestritt er mit 18 Jahren am 27. Februar 1971, als er am 22. Spieltag bei der 1:3-Auswärtsniederlage gegen Werder Bremen in der 3. Minute für den verletzten Stammtorhüter Gerhard Heinze von Trainer Branko Zebec eingewechselt wurde. Der VfB-Junior war hinter Heinze, seinem Ersatz Hans Hauser und Senior Günter Sawitzki (er spielte im Amateurteam) nominell nur die Nummer 4. Jopp agierte in Bremen hinter der Abwehrkette mit Hans Eisele, Willi Entenmann, Reinhold Zech und Hans Arnold. Nach seiner Juniorenzeit wechselte er in die Amateurmannschaft des Vereins, mit der er in der 1. Amateurliga Nordwürttemberg antrat. Zur Saison 1971/72 verpflichtete der VfB mit Zlatko Škorić einen jugoslawischen Auswahltorhüter aus Ljubljana als Konkurrenz zu Gerhard Heinze und Jopp kam zu keinem weiteren Bundesligaeinsatz. Im folgenden Jahr, 1972/73, rückte aus der Jugend mit Helmut Roleder ein Jugendnationaltorwart nach, den er beim Spiel am 21. Oktober 1972 bei Kickers Offenbach vertrat. Jopp wurde in der 26. Minute für den verletzten Roleder bei einem 3:1-Auswärtserfolg auf dem Bieberer Berg eingewechselt. Hinter der Abwehrkette um Manfred Weidmann, Reinhold Zech, Norbert Siegmann und Egon Coordes bildete er die kompakte VfB-Abwehr und verhinderte Tore der Kickers Angreifer um Manfred Ritschel, Erwin Kostedde und Sigfried Held. Zu weiteren Bundesligaspielen wurde er nicht mehr berufen.
In späteren Jahren hatte Jopp noch mit dem badischen SV Neckargerach Auftritte im DFB-Pokal: In der 1. Hauptrunde am 29. August 1981 setzte er sich mit seinen Mannschaftskameraden in einem Heimspiel mit 4:2 gegen die Würzburger Kickers durch, ehe in der 2. Hauptrunde das Auswärtsspiel am 9. Oktober 1981 beim FC Bayern München anstand. Neben Mitspielern wie Gerd Schwickert und Walter Plaggemeyer hielt er gegen die FCB-Angreifer wie Paul Breitner, Dieter Hoeneß und Karl-Heinz Rummenigge bei der 1:5-Niederlage, die Höhe des Bayernerfolges noch in überschaubarer Grenze.